# Yumeki Magazine
Yumeki Magazine fue una revista de música y cultura japonesa que se publicó en línea y se acreditó como diario de noticias por Google News. La publicación de la revista estuvo a cargo de Yumeki Entertainment Agency, una agencia con larga trayectoria en habla hispana sobre el género Idol japonés y la cultura japonesa.
Yumeki Magazine estuvo dirigida a México y gran parte de Hispanoamérica.

## Historia
El primer número apareció en febrero de 2004 y publicó artículos de investigación sobre la cultura japonesa en general. 
A partir de septiembre de 2004 comenzó a publicar noticias diarias sobre música y entretenimiento japonés. En enero de 2012 tras muchos años de difundir noticias, es integrada por Google News como diario y fuente oficial de noticias sobre Japón en habla hispana, en las categorías de entretenimiento, música y cultura japonesa.
Las noticias de Yumeki Magazine se difundieron en NHK Mundo, la versión en español de NHK World, la agencia de radio y TV estatal.

## Descripción
Yumeki Magazine ofreció información y noticias acreditadas principalmente del mundo del entretenimiento, así como noticias sobre cultura y el acontecer político y social de Japón. El enfoque tuvo un formato serio con la información y ligero con los temas referentes a la música y la farándula.

## Secciones de la revista
- Japan News: Noticias de Japón, política, ciencia, economía, lo más destacado en el acontecer diario en Japón.

- Cultura Idol: Se ofrecía información referente al género musical denominado Idol japonés así como noticias del espectáculo. Es la sección por la cual el sitio iniciaba y difundía información inédita no disponible en casi ningún otro medio.

- JPop actual: Es una sección en donde se reseñaban noticias sobre el acontecer musical en Japón.

- Cultura japonesa: Artículos y noticias culturales del Japón tradicional y actual.

- Generales: Noticias de interés general, científico y social.

- AKB48: Se habló de la agrupación artística del mismo nombre.

- Hello! Project: Se habló sobre esa agrupación musical.

- Anime News: Noticias relacionadas con la animación japonesa.